# Architettura svizzera

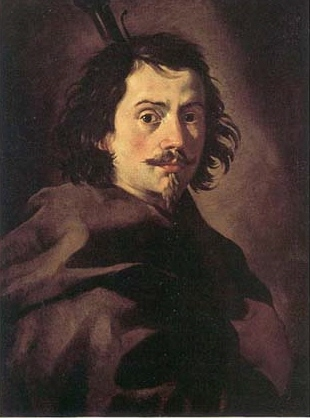
Ritratto di Francesco Borromini

L'architettura svizzera è l'insieme delle manifestazioni architettoniche nate in Svizzera oppure sviluppate da architetti svizzeri al di fuori degli attuali confini nazionali. 
A rigore, si può parlare di architettura svizzera soltanto dal XIV secolo in poi, quando tutti i confederati incominciarono a identificarsi col nome di una stessa nazione. Tutto ciò che risale a un'epoca precedente sarà da raccogliere dunque sotto il concetto più generico di architettura della Svizzera, di cui fanno parte tutti gli edifici presenti sul suolo nazionale più antichi di quella data.

## Epoca romana e Alto Medioevo
I siti archeologici più rilevanti d'epoca romana sono nella Svizzera tedesca la colonia di Augusta Raurica, di cui l'edificio più noto è il teatro, il campo legionario di Vindonissa, caratterizzato pure dalla presenza di un anfiteatro, la villa rustica di Seeb; nella Svizzera romanda la città di Aventicum, di cui rimangono la cinta muraria, il teatro, l'anfiteatro e altri edifici sparsi; nella Svizzera italiana l'area archeologica di San Maurizio di Bioggio, che consta di una villa con complesso termale, un'area sacra e una necropoli tardo-romana.
Proviene sempre dal Canton Ticino la prima testimonianza di architettura paleocristiana: è infatti ticinese il più antico edificio cristiano svizzero ancora conservato, il Battistero di Riva San Vitale. Risalgono invece all'epoca merovingia alcuni celebri monasteri, come l'abbazia di San Gallo e quella di Einsiedeln a Lucerna, entrambe nella Svizzera tedesca, e quella di Disentis, in area romanciofona.

## Basso Medioevo
Dopo la riforma monastica di Cluny, in Svizzera si diffuse massicciamente l'architettura romanica, che vi arrivò percorrendo tre strade diverse: nelle regioni settentrionali il modello era quello tedesco, sostituito da quello francese nella Svizzera occidentale e da quello lombardo nelle zone meridionali del Paese. 
Le prime testimonianze di architettura romanica provengono dai priorati cluniacensi di Payerne, di Romainmôtier, di Saint-Sulpice. Successivamente vennero erette anche le collegiate di Beromünster e di Schönenwerd, la chiesa di Stein-am-Rhein, la chiesa di Ognissanti a Sciaffusa, e quella di Saint-Pierre-de-Clages. Appartengono alla stessa epoca pure la chiesa dei Santi Pietro e Paolo di Biasca, che conserva ancora dei pregevoli affreschi, quella di Sant'Ambrogio Vecchio e l'oratorio di San Remigio ad Acquarossa, la chiesetta di san Pietro a Serravalle, dalla notevole abside affrescata, il piccolo oratorio di Sant'Ambrogio di Camignolo. Accanto ad essi, i tre monumenti romanici più importanti del Canton Ticino sono la chiesa di San Vigilio a Rovio, quella di San Nicolao a Giornico, arricchite anche da ricchi affreschi absidali, e la collegiata di San Vittore di Muralto. L'unico edificio romanico di qualche rilievo nel Grigionitaliano è il campanile della collegiata di San Vittore a Poschiavo.

## Rinascimento

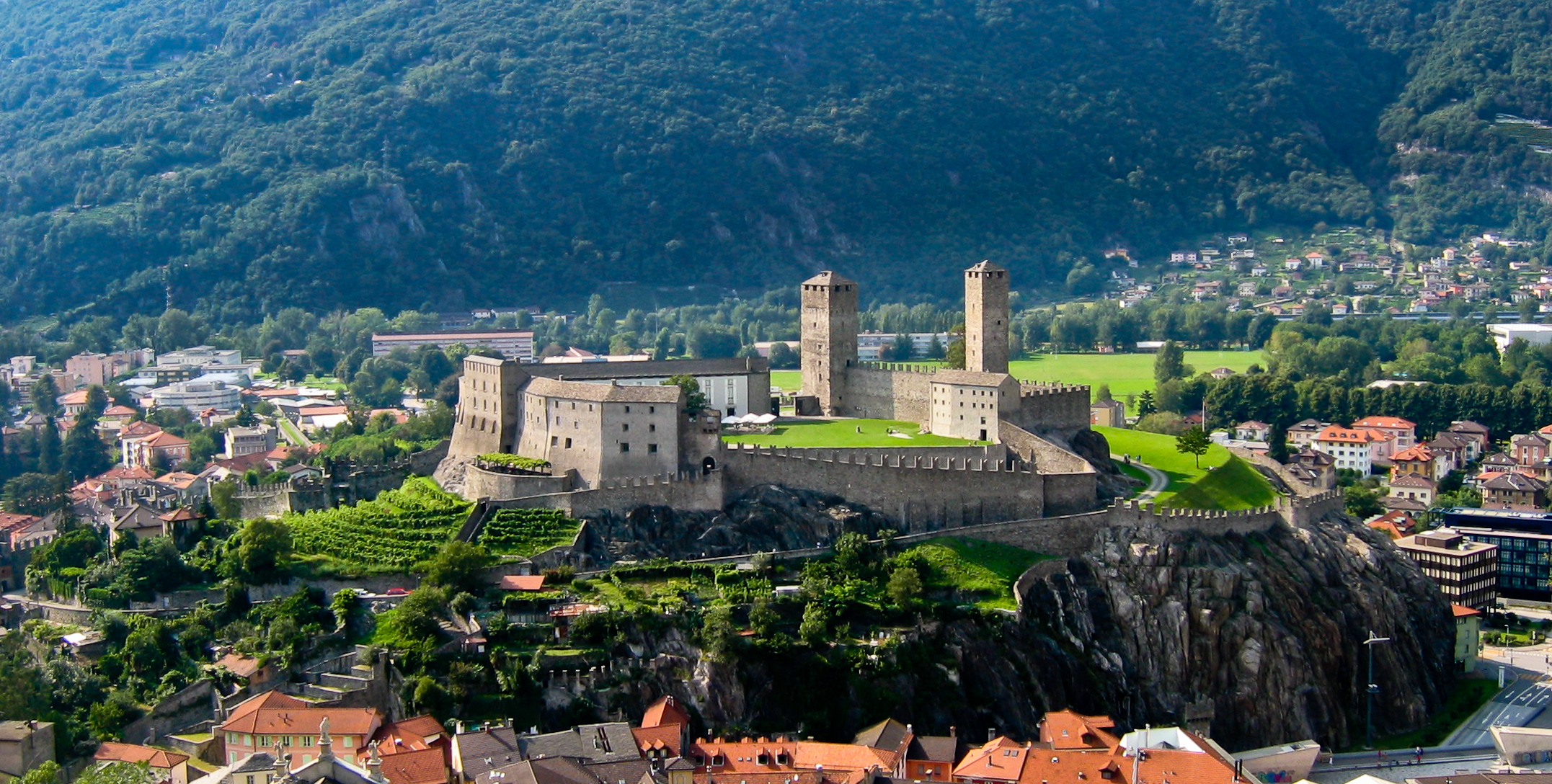
Castelgrande di Bellinzona

Proviene dal Grigionitaliano, precisamente dalla chiesa di San Martino di Tours di Bondo, una delle prime manifestazioni dell'arte protorinascimentale d'area italiana presente sul territorio svizzero. Tuttavia, fu nel pieno XVI secolo che il Rinascimento italiano esercitò un influsso davvero determinante sull'architettura svizzera. Accanto all'influenza dell'Italia, se ne ravvisa anche una francese, soprattutto nella Svizzera romanda. Ne sono un esempio il palazzo comunale di Ginevra (Hôtel-de-Ville), il palazzo Ratzé a Friburgo e la Maison des Halles di Neuchâtel. 
Accanto all'architettura civile, se ne sviluppò nella Svizzera rinascimentale anche una militare, le cui principali manifestazioni sono i Castelli di Bellinzona, risalenti al XV secolo, e il Munot di Sciaffusa, cinquecentesco, ispirato a dei progetti di Albrecht Dürer. 

### Rinascimento ticinese
Già nel Quattrocento e nel Cinquecento il Ticino si preparava a essere la culla dell'architettura svizzera, che in epoca Barocca sarebbe diventata una vera fucina di architetti, i quali lavorarono soprattutto fuori dai confini nazionali, in particolare in Italia, ma senza disdegnare i territori confederati. 
Oltre ai Castelli bellinzonesi, citati poc'anzi, le opere architettoniche più importanti del Rinascimento ticinese sono la bella facciata del duomo di san Lorenzo di Lugano; la collegiata dei santi Pietro e Stefano di Bellinzona, che presenta degli elementi mutuati da Michelangelo, Mantegna, il Vignola; la chiesa di Santa Croce a Riva San Vitale, di epoca tardorinascimentale.

## Barocco

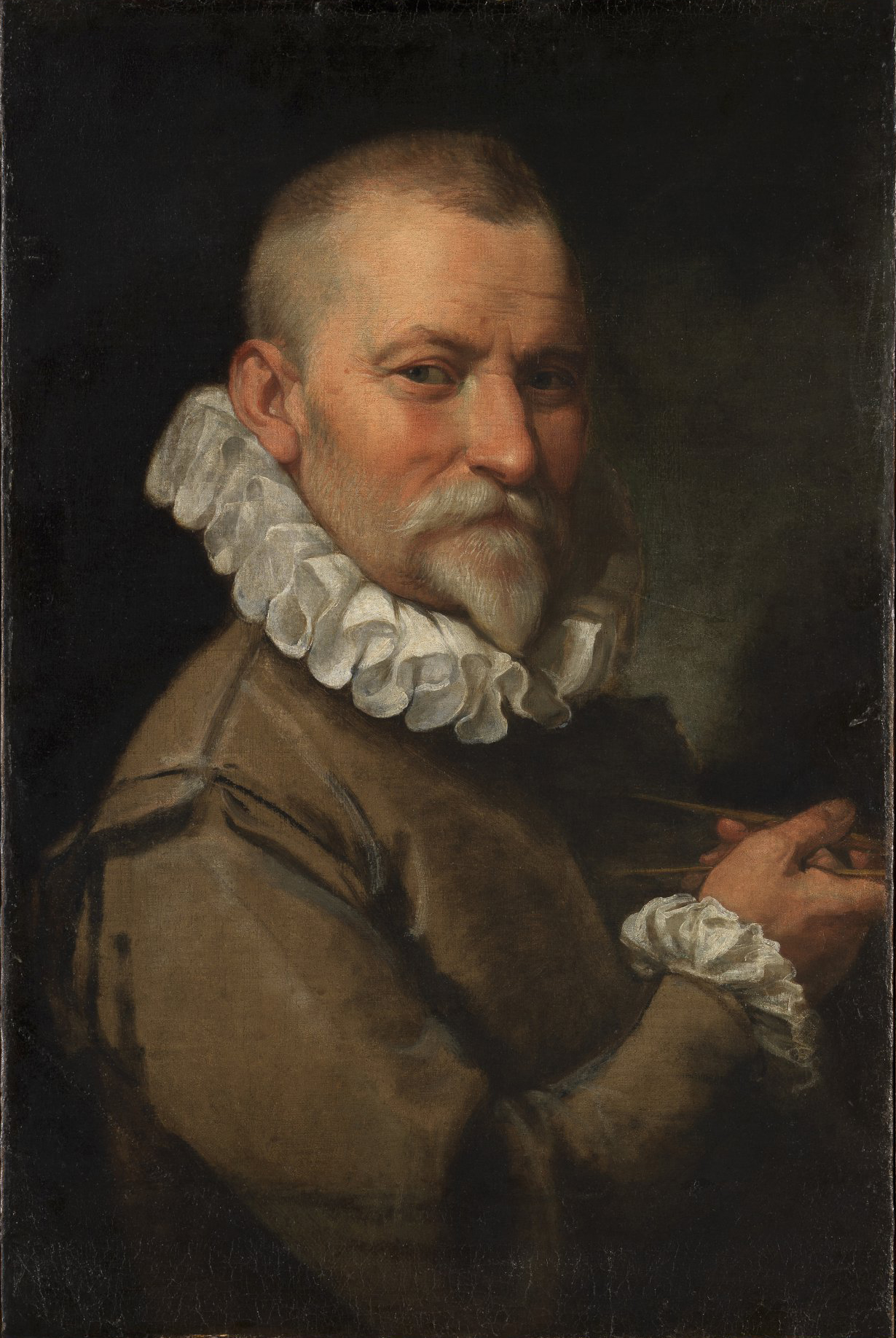
Ritratto di Domenico Fontana, di Federico Zuccari

Lo sviluppo dell'arte barocca in Svizzera fu, secondo l'interpretazione di Adolf Reinle, la naturale evoluzione del Rinascimento, favorita dalla Controriforma tridentina.
Oltre ai lavori di architetti svizzeri al di fuori dei territori confederati, che costituiscono l'aspetto più celebre dell'architettura barocca elvetica, anche la Svizzera vanta un certo numero di monumenti barocchi di rilievo. Sono meritevoli d'attenzione l'ex cattedrale di Arlesheim, la chiesa dei gesuiti di Lucerna, il duomo di Soletta, quest'ultimo costruito dallo svizzero-italiano Gaetano Matteo Pisoni. Provenivano invece dalla regione austriaca del Voralberg gli architetti che fra il 1680 e il 1780 eressero i monasteri di Bellelay, Disentis, Einsiedeln, Pfäfers, Pfaffnau, Rheinau, e quella più nota di San Gallo.

### Svizzera italiana

Basilica di San Pietro in Vaticano, progettata dal ticinese Carlo Maderno

Più che per le manifestazioni artistiche ancora presenti sul suo territorio, il Barocco svizzero ebbe un enorme rilievo grazie ad alcuni architetti e scalpellini, provenienti dalle regioni meridionali, che si fecero interpreti delle nuove istanze artistiche sia a sud, sia a nord delle Alpi. Sullo scorcio del Seicento e nei primi decenni del Settecento, furono numerose le maestranze grigionesi che prestarono i loro servigi nella Svizzera interna e in altre aree germaniche, come gli Albertalli, i Barbieri, i Bonalini, i Gabrieli, i Riva, i Serro e gli Zuccalli di Roveredo, e gli Angelini e i Viscardi di San Vittore, tutti del Cantone Grigioni.
Tuttavia, furono gli architetti i veri protagonisti della stagione barocca svizzera, e nella fattispecie ticinese. Se non fu in grado di produrre una letteratura di ampio respiro, la Svizzera italiana partorì in quegli anni alcuni dei maggiori ingegni architettonici della storia. Era infatti ticinese Francesco Borromini, che fu, insieme con Bernini, uno dei massimi esponenti dell'architettura barocca. Diede mostra del proprio genio soprattutto a Roma, dove lasciò una lunga serie di opere: le più celebri sono le chiese di San Giovanni in Laterano, Sant'Ivo alla Sapienza e San Carlo alle Quattro Fontane, oltre ai palazzi Spada e Barberini. 
Anche la facciata e la navata longitudinale della basilica di San Pietro in Vaticano furono opera di uno svizzero-italiano, Carlo Maderno. Oltre alla fabbrica di San Pietro, che gli portò via molti anni, gli spetta il merito anche dell'edificazione della chiesa di Santa Susanna a Roma. Un altro celebre architetto fu lo zio di quest'ultimo, Domenico Fontana, imparentato alla lontana anche col Borromini. Tra le sue opere più rilevanti si ricordano la sistemazione della chiesa di San Luigi dei Francesi, sempre a Roma, una delle facciate del Palazzo del Quirinale, nonché la costruzione del palazzo vicereale di Napoli, città nella quale è tuttora sepolto, presso la chiesa di Sant'Anna dei Lombardi. 
Sono degni di nota anche Giovanni Fontana, fratello del precedente, Carlo Fontana, appartenente alla stessa famiglia, Matteo Castelli, Gaetano Matteo Pisoni, già citato in precedenza, Domenico Trezzini, che lavorò prevalentemente in Russia, dove realizzò tra le altre cose la Fortezza dei Santi Pietro e Paolo e la cattedrale omonima.